# Semproniano
Semproniano est une commune italienne située dans la province de Grosseto en Toscane qui fait partie de l'union des communes de montagne Amiata-Grossetana.

## Géographie
Le territoire communal de Semproniano s'étend sur une superficie d'un peu plus de 80 km2, dans la partie la plus intérieure des collines de l'Albegna et de la Fiora, qui dans cette zone ont tendance à s'élever de manière significative, atteignant les pentes du cône volcanique du mont Amiata, qui se dresse dans une direction nord/nord-est. Elle est limitrophe à l'ouest et au nord avec la commune de Roccalbegna, au nord-est avec les communes de Santa Fiora et Castell'Azzara, au sud-est avec la commune de Sorano, au sud avec la commune de Manciano.

## Histoire
La tradition fait remonter l'origine de Semproniano à l'époque romaine d'après les vestiges archéologiques d'une ferme datant de la période étrusque.
La documentation historique remonte certainement à avant l'an mille, lorsque les villages de Semproniano et Rocchette appartenaient au fief de la famille Aldobrandeschi.
Vers le milieu du XIVe siècle, la ville se soumit à la république de Sienne, restant ainsi sur le territoire de la République jusqu'au XVIe siècle, lorsqu'elle fut temporairement conquise par les Espagnols avant d'entrer définitivement dans le grand-duché de Toscane.
S'ensuit une longue période d'abandon et de déclin, à tel point que le centre est ensuite incorporé pour une longue période à la commune de Roccalbegna, jusqu'à ce qu'il devienne autonome le 29 janvier 1963.

## Monuments et lieux d'intérêt

### Architecture militaire
- Forteresse aldobrandesque de Semproniano, fortification d'origine médiévale, dont les ruines sont conservées dans la partie supérieure du village.
- Murailles de Semproniano
- Forteresse aldobrandesque située dans la partie haute de Rocchette di Fazio.
- Murailles de Rocchette di Fazio
- Château de Catabbio, fortification d'origine médiévale située dans la localité de Catabbio, transformée plus tard en résidence des évêques du diocèse de Pitigliano-Sovana-Orbetello, avant de devenir un complexe rural privé.

### Aires protégées
- La réserve naturelle du Bosco dei Rocconi créée en 1998.
- L'Olivone, un olivier pluri-millénaire.

## Administration
| Période                                  | Période  | Identité         | Étiquette     | Qualité |
| ---------------------------------------- | -------- | ---------------- | ------------- | ------- |
| 1993                                     | 2003     | Luciano Petrucci | Centre droit  |         |
| 2003                                     | 2013     | Gianni Bellini   | Centre droit  |         |
| 2013                                     | 2018     | Miranda Brugi    | Centre gauche |         |
| 2018                                     | en cours | Luciano Petrucci | Centre droit  |         |
| Les données manquantes sont à compléter. |          |                  |               |         |

### Hameaux
Catabbio, Cellena, Petricci, Rocchette di Fazio

### Communes limitrophes
Castell'Azzara, Manciano, Roccalbegna, Santa Fiora, Sorano